# Groupe D des éliminatoires du Championnat d'Europe de football espoirs 2023
 (juin 2022).
Si vous disposez d'ouvrages ou d'articles de référence ou si vous connaissez des sites web de qualité traitant du thème abordé ici, merci de compléter l'article en donnant les références utiles à sa vérifiabilité et en les liant à la section « Notes et références ».
Navigation
Groupe C Groupe E
Le Groupe D des Éliminatoires du Championnat d'Europe de football espoirs 2023 est composé de six équipes: le Portugal, la Grèce, l'Islande, la Biélorussie, Chypre et le Liechtenstein. La composition des neuf groupes de la phase de groupes a été décidée par le tirage au sort effectué le 28 janvier 2021 à 12h00 CET (UTC+1), au siège de l'UEFA à Nyon, en Suisse, avec les équipes classées selon leur classement par coefficient.

## Classement
| Rang | Équipe        | Pts | J  | G | N | P  | Bp | Bc | Diff |  | Résultats (▼ dom., ► ext.) |     |     |     |     |     |      |
| ---- | ------------- | --- | -- | - | - | -- | -- | -- | ---- |  | -------------------------- | --- | --- | --- | --- | --- | ---- |
| 1    | Portugal      | 28  | 10 | 9 | 1 | 0  | 41 | 3  | +38  |  | Portugal                   |     | 1-1 | 2-1 | 1-0 | 6-0 | 11-0 |
| 2    | Islande       | 18  | 10 | 5 | 3 | 2  | 25 | 7  | +18  |  | Islande                    | 0-1 |     | 1-1 | 3-1 | 5-0 | 9-0  |
| 3    | Grèce         | 17  | 10 | 5 | 2 | 3  | 16 | 10 | +6   |  | Grèce                      | 0-4 | 1-0 |     | 2-0 | 0-0 | 4-0  |
| 4    | Biélorussie   | 12  | 10 | 4 | 0 | 6  | 16 | 15 | +1   |  | Biélorussie                | 1-5 | 1-2 | 0-2 |     | 2-0 | 6-0  |
| 5    | Chypre        | 11  | 10 | 3 | 2 | 5  | 16 | 16 | 0    |  | Chypre                     | 0-1 | 1-1 | 3-0 | 0-1 |     | 6-0  |
| 6    | Liechtenstein | 0   | 10 | 0 | 0 | 10 | 0  | 63 | -63  |  | Liechtenstein              | 0-9 | 0-3 | 0-5 | 0-4 | 0-6 |      |

## Matchs
Les heures sont CET/CEST, comme indiqué par l'UEFA (les heures locales, si elles sont différentes, sont entre parenthèses).
| 25 mars 2021  | Grèce   | 0 - 0   | Chypre | Stade Apóstolos Nikolaïdis, Athènes         |                                             |
| 16h30 (17h30) |         | (0 - 0) |        | Spectateurs : 0 Arbitrage : Allard Lindhout | Spectateurs : 0 Arbitrage : Allard Lindhout |
| 16h30 (17h30) | Rapport |         |        | Spectateurs : 0 Arbitrage : Allard Lindhout | Spectateurs : 0 Arbitrage : Allard Lindhout |

| 5 juin 2021 | Liechtenstein | 0 - 5   | Grèce                                                                          | Sportpark Eschen-Mauren, Eschen                |                                                |
| 17h00       |               | (0 - 1) | 39e G. Christopoulos · 55e Macheras · 61e Botos · 65e Zagaritis · 73e Sardelis | Spectateurs : 0 Arbitrage : Viktor Kopiyevskyi | Spectateurs : 0 Arbitrage : Viktor Kopiyevskyi |
| 17h00       | Rapport       |         |                                                                                | Spectateurs : 0 Arbitrage : Viktor Kopiyevskyi | Spectateurs : 0 Arbitrage : Viktor Kopiyevskyi |

| 2 septembre 2021 | Biélorussie  | 1 - 2   | Islande            | OSK Brestsky, Brest                          |                                              |
| 16h00 (17h00)    | Shestyuk 71e | (0 - 1) | 20e 54e Haraldsson | Spectateurs : 3 260 Arbitrage : Juxhin Xhaja | Spectateurs : 3 260 Arbitrage : Juxhin Xhaja |
| 16h00 (17h00)    | Rapport      |         |                    | Spectateurs : 3 260 Arbitrage : Juxhin Xhaja | Spectateurs : 3 260 Arbitrage : Juxhin Xhaja |

| 3 septembre 2021 | Liechtenstein | 0 - 6   | Chypre                                                                                            | Sportpark Eschen-Mauren, Eschen              |                                              |
| 18h00            |               | (0 - 3) | 12e (pen.) Sotiriou · 22e Kakoullís · 36e Kosti · 53e Paroutis · 61e Charalambous · 89e Kyprianou | Spectateurs : 70 Arbitrage : Laurent Kopriwa | Spectateurs : 70 Arbitrage : Laurent Kopriwa |
| 18h00            | Rapport       |         |                                                                                                   | Spectateurs : 70 Arbitrage : Laurent Kopriwa | Spectateurs : 70 Arbitrage : Laurent Kopriwa |

| 6 septembre 2021 | Portugal          | 1 - 0   | Biélorussie | Stade José-Gomes, Amadora                               |                                                         |
| 20h00 (19h00)    | Vieira 32e (pen.) | (1 - 0) |             | Spectateurs : 809 Arbitrage : Christian-Petru Ciochirca | Spectateurs : 809 Arbitrage : Christian-Petru Ciochirca |
| 20h00 (19h00)    | Rapport           |         |             | Spectateurs : 809 Arbitrage : Christian-Petru Ciochirca | Spectateurs : 809 Arbitrage : Christian-Petru Ciochirca |

| 7 septembre 2021 | Chypre                                                               | 6 - 0   | Liechtenstein | AEK Arena - Georgios Karapatakis, Larnaca  |                                            |
| 18h00 (19h00)    | Kakoullís 31e 41e (pen.) · Kosti 33e 38e · Gerolemou 46e · Pikis 63e | (4 - 0) |               | Spectateurs : 161 Arbitrage : Luis Texeira | Spectateurs : 161 Arbitrage : Luis Texeira |
| 18h00 (19h00)    | Rapport                                                              |         |               | Spectateurs : 161 Arbitrage : Luis Texeira | Spectateurs : 161 Arbitrage : Luis Texeira |

| 7 septembre 2021 | Islande       | 1 - 1   | Grèce           | Víkingsvöllur, Reykjavík                    |                                             |
| 19h00 (17h00)    | Þórðarson 37e | (1 - 1) | 45+1e Ioannidis | Spectateurs : 435 Arbitrage : Gal Leibovitz | Spectateurs : 435 Arbitrage : Gal Leibovitz |
| 19h00 (17h00)    | Rapport       |         |                 | Spectateurs : 435 Arbitrage : Gal Leibovitz | Spectateurs : 435 Arbitrage : Gal Leibovitz |

| 7 octobre 2021 | Portugal | 11 - 0  | Liechtenstein | Estádio do FC Vizela, Vizela                           |                                                        |
| 20h15 (19h15)  | Nuno Tavares 5e · Almeida 8e · Ramos 12e 19e 25e 39e · Silva 13e 44e · Vieira 37e (pen.) · Tomás 63e · Conceição 76e | (9 - 0) |               | Spectateurs : 5 239 Arbitrage : Vitālijs Spasjoņņikovs | Spectateurs : 5 239 Arbitrage : Vitālijs Spasjoņņikovs |
| 20h15 (19h15)  | Rapport |         |               | Spectateurs : 5 239 Arbitrage : Vitālijs Spasjoņņikovs | Spectateurs : 5 239 Arbitrage : Vitālijs Spasjoņņikovs |

| 8 octobre 2021 | Biélorussie | 0 - 2   | Grèce                        | Torpedo Stadium, Jodzina                        |                                                 |
| 18h00 (19h00)  |             | (0 - 1) | 27e Diamantis · 84e Sardelis | Spectateurs : 320 Arbitrage : Mohammed Al-emara | Spectateurs : 320 Arbitrage : Mohammed Al-emara |
| 18h00 (19h00)  | Rapport     |         |                              | Spectateurs : 320 Arbitrage : Mohammed Al-emara | Spectateurs : 320 Arbitrage : Mohammed Al-emara |

| 12 octobre 2021 | Islande | 0 - 1   | Portugal   | Víkingsvöllur, Reykjavík                         |                                                  |
| 17h00 (15h00)   |         | (0 - 0) | 55e Vieira | Spectateurs : 502 Arbitrage : Robert Ian Jenkins | Spectateurs : 502 Arbitrage : Robert Ian Jenkins |
| 17h00 (15h00)   | Rapport |         |            | Spectateurs : 502 Arbitrage : Robert Ian Jenkins | Spectateurs : 502 Arbitrage : Robert Ian Jenkins |

| 12 octobre 2021 | Biélorussie                                                                     | 6 - 0   | Liechtenstein | Borisov Arena, Baryssaw                         |                                                 |
| 18h00 (19h00)   | Morozov 15e 49e 59e · Oreshkevich 29e (pen.) · Shestyuk 45+1e · Nikiforenko 68e | (3 - 0) |               | Spectateurs : 50 Arbitrage : Yasar Kemal Ugurlu | Spectateurs : 50 Arbitrage : Yasar Kemal Ugurlu |
| 18h00 (19h00)   | Rapport                                                                         |         |               | Spectateurs : 50 Arbitrage : Yasar Kemal Ugurlu | Spectateurs : 50 Arbitrage : Yasar Kemal Ugurlu |

| 12 novembre 2021 | Liechtenstein | 0 - 3   | Islande                                            | Sportpark Eschen-Mauren, Eschen           |                                           |
| 15h00            |               | (0 - 3) | 15e K. Hlynsson · 25e Á. Hlynsson · 31e Willumsson | Spectateurs : 100 Arbitrage : Joni Hyytiä | Spectateurs : 100 Arbitrage : Joni Hyytiä |
| 15h00            | Rapport       |         |                                                    | Spectateurs : 100 Arbitrage : Joni Hyytiä | Spectateurs : 100 Arbitrage : Joni Hyytiä |

| 12 novembre 2021 | Grèce                               | 2 - 0   | Biélorussie | Theodoros Kolokotronis Stadium, Tripoli            |                                                    |
| 15h00 (16h00)    | Sourlis 16e · Supranovich 53e (csc) | (1 - 0) |             | Spectateurs : 660 Arbitrage : Irakli Kvirikashvili | Spectateurs : 660 Arbitrage : Irakli Kvirikashvili |
| 15h00 (16h00)    | Rapport                             |         |             | Spectateurs : 660 Arbitrage : Irakli Kvirikashvili | Spectateurs : 660 Arbitrage : Irakli Kvirikashvili |

| 12 novembre 2021 | Chypre  | 0 - 1   | Portugal  | Stade Antonis-Papadopoulos, Larnaca           |                                               |
| 17h00 (18h00)    |         | (0 - 1) | 15e Ramos | Spectateurs : 224 Arbitrage : Jérémie Pignard | Spectateurs : 224 Arbitrage : Jérémie Pignard |
| 17h00 (18h00)    | Rapport |         |           | Spectateurs : 224 Arbitrage : Jérémie Pignard | Spectateurs : 224 Arbitrage : Jérémie Pignard |

| 16 novembre 2021 | Liechtenstein | 0 - 4   | Biélorussie                                        | Sportpark Eschen-Mauren, Eschen                  |                                                  |
| 15h00            |               | (0 - 2) | Latykhov 10e 44e · Lozhkin 46e · Nikiforenko 90+3e | Spectateurs : 68 Arbitrage : Ashot Ghaltakhchyan | Spectateurs : 68 Arbitrage : Ashot Ghaltakhchyan |
| 15h00            | Rapport       |         |                                                    | Spectateurs : 68 Arbitrage : Ashot Ghaltakhchyan | Spectateurs : 68 Arbitrage : Ashot Ghaltakhchyan |

| 16 novembre 2021 | Grèce                  | 1 - 0   | Islande | Theodoros Kolokotronis Stadium, Tripoli     |                                             |
| 15h00 (16h00)    | Michailidis 37e (pen.) | (1 - 0) |         | Spectateurs : 450 Arbitrage : Alain Durieux | Spectateurs : 450 Arbitrage : Alain Durieux |
| 15h00 (16h00)    | Rapport                |         |         | Spectateurs : 450 Arbitrage : Alain Durieux | Spectateurs : 450 Arbitrage : Alain Durieux |

| 16 novembre 2021 | Portugal                                                   | 6 - 0   | Chypre | Estádio de São Luís, Faro                           |                                                     |
| 20h15 (19h15)    | Ramos 6e 53e 61e · Inácio 21e · Vieira 51e · H. Araújo 71e | (2 - 0) |        | Spectateurs : 3 107 Arbitrage : Kristoffer Karlsson | Spectateurs : 3 107 Arbitrage : Kristoffer Karlsson |
| 20h15 (19h15)    | Rapport                                                    |         |        | Spectateurs : 3 107 Arbitrage : Kristoffer Karlsson | Spectateurs : 3 107 Arbitrage : Kristoffer Karlsson |

| 25 mars 2022  | Grèce                                         | 4 - 0   | Liechtenstein | Theodoros Kolokotronis Stadium, Tripoli    |                                            |
| 18h00 (19h00) | Michelis 21e · Kosídis 27e · Tzolis 38e 90+5e | (3 - 0) |               | Spectateurs : 405 Arbitrage : Rauf Jabarov | Spectateurs : 405 Arbitrage : Rauf Jabarov |
| 18h00 (19h00) | Rapport                                       |         |               | Spectateurs : 405 Arbitrage : Rauf Jabarov | Spectateurs : 405 Arbitrage : Rauf Jabarov |

| 25 mars 2022  | Portugal  | 1 - 1   | Islande        | Estádio do Portimonense, Portimão               |                                                 |
| 21h15 (20h15) | Ramos 34e | (1 - 1) | 17e Willumsson | Spectateurs : 4 094 Arbitrage : Miloš Milanović | Spectateurs : 4 094 Arbitrage : Miloš Milanović |
| 21h15 (20h15) | Rapport   |         |                | Spectateurs : 4 094 Arbitrage : Miloš Milanović | Spectateurs : 4 094 Arbitrage : Miloš Milanović |

| 25 mars 2022  | Chypre  | 0 - 1   | Biélorussie | Stade Dhasaki-Achnas, Akhna                    |                                                |
| 15h00 (16h00) |         | (0 - 1) | 32e Vegerya | Spectateurs : 250 Arbitrage : Joonas Jaanovits | Spectateurs : 250 Arbitrage : Joonas Jaanovits |
| 15h00 (16h00) | Rapport |         |             | Spectateurs : 250 Arbitrage : Joonas Jaanovits | Spectateurs : 250 Arbitrage : Joonas Jaanovits |

| 29 mars 2021  | Chypre        | 1 - 1   | Islande           | Stade Dhasaki-Achnas, Akhna |                            |
| 15h00 (16h00) | Gerolemou 27e | (1 - 0) | 90+4e K. Hlynsson | Arbitrage : Georgi Davidov  | Arbitrage : Georgi Davidov |
| 15h00 (16h00) | Rapport       |         |                   | Arbitrage : Georgi Davidov  | Arbitrage : Georgi Davidov |

| 29 mars 2021  | Grèce   | 0 - 4   | Portugal                                                       | Theodoros Kolokotronis Stadium, Tripoli |                           |
| 18h00 (19h00) |         | (0 - 3) | 12e Carvalho · 32e (pen.) Vieira · 45+1e Silva · 82e H. Araújo | Arbitrage : Fabio Maresca               | Arbitrage : Fabio Maresca |
| 18h00 (19h00) | Rapport |         |                                                                | Arbitrage : Fabio Maresca               | Arbitrage : Fabio Maresca |

| 1er juin 2022 | Biélorussie                   | 2 - 0   | Chypre | Yerevan Football Academy Stadium, Erevan ( Arménie), |                                          |
| 15h00 (17h00) | Davyskiba 59e · Lozhkin 90+2e | (0 - 0) |        | Spectateurs : 0 Arbitrage : Juxhin Xhaja             | Spectateurs : 0 Arbitrage : Juxhin Xhaja |
| 15h00 (17h00) | Rapport                       |         |        | Spectateurs : 0 Arbitrage : Juxhin Xhaja             | Spectateurs : 0 Arbitrage : Juxhin Xhaja |

| 3 juin 2022   | Islande                                                                                               | 9 - 0   | Liechtenstein | Víkingsvöllur, Reykjavík    |                             |
| 19h00 (17h00) | K. Hlynsson 3e 29e (pen.) · Barkarson 5e 82e · Ingason 10e · Þórvaldsson 19e 33e · Willumsson 35e 37e | (8 - 0) |               | Arbitrage : Ishmael Barbara | Arbitrage : Ishmael Barbara |
| 19h00 (17h00) | Rapport                                                                                               |         |               | Arbitrage : Ishmael Barbara | Arbitrage : Ishmael Barbara |

| 4 juin 2022   | Biélorussie    | 1 - 5   | Portugal                                                     | Yerevan Football Academy Stadium, Erevan ( Arménie) |                                          |
| 15h00 (17h00) | Vasilevich 90e | (0 - 1) | 33e 56e Vieira · 50e Ramos · 80e Ferreira · 90+4e João Mário | Spectateurs : 0 Arbitrage : Ondřej Berka            | Spectateurs : 0 Arbitrage : Ondřej Berka |
| 15h00 (17h00) | Rapport        |         |                                                              | Spectateurs : 0 Arbitrage : Ondřej Berka            | Spectateurs : 0 Arbitrage : Ondřej Berka |

| 6 juin 2022   | Chypre                                                   | 3 - 0   | Grèce | Stade Dhasaki-Achnas, Akhna   |                               |
| 18h30 (19h30) | Katsantonis 27e (pen.) · Nikolaou 73e · Naoum 83e (pen.) | (1 - 0) |       | Arbitrage : Alexandre Boucaut | Arbitrage : Alexandre Boucaut |
| 18h30 (19h30) | Rapport                                                  |         |       | Arbitrage : Alexandre Boucaut | Arbitrage : Alexandre Boucaut |

| 7 juin 2022 | Liechtenstein | 0 - 9   | Portugal                                                                                      | Rheinpark Stadion, Vaduz  |                           |
| 20h45       |               | (0 - 4) | 3e 27e 57e Silva · 43e Bernardo · 45e 65e Oliveira · 78e Carvalho · 83e H. Araújo · 90e Ramos | Arbitrage : Denys Shurman | Arbitrage : Denys Shurman |
| 20h45       | Rapport       |         |                                                                                               | Arbitrage : Denys Shurman | Arbitrage : Denys Shurman |

| 8 juin 2022   | Islande                                      | 3 - 1   | Biélorussie  | Víkingsvöllur, Reykjavík        |                                 |
| 20h00 (18h00) | K. Hlynsson 15e · Ingason 44e · Andrason 82e | (2 - 0) | 48e Zinovich | Arbitrage : Sander van der Eijk | Arbitrage : Sander van der Eijk |
| 20h00 (18h00) | Rapport                                      |         |              | Arbitrage : Sander van der Eijk | Arbitrage : Sander van der Eijk |

| 11 juin 2022  | Islande                                                                   | 5 - 0   | Chypre | Víkingsvöllur, Reykjavík       |                                |
| 21h15 (19h15) | Ingason 11e 57e · Karamanolis 33e (csc) · Magnússon 65e · K. Hlynsson 90e | (2 - 0) |        | Arbitrage : Damian Sylwestrzak | Arbitrage : Damian Sylwestrzak |
| 21h15 (19h15) | Rapport                                                                   |         |        | Arbitrage : Damian Sylwestrzak | Arbitrage : Damian Sylwestrzak |

| 11 juin 2022  | Portugal                 | 2 - 1   | Grèce          | Estádio Cidade de Barcelos, Barcelos |                         |
| 21h15 (20h15) | Bernardo 48e · Ramos 56e | (0 - 0) | 90+1e Koutsias | Arbitrage : David Coote              | Arbitrage : David Coote |
| 21h15 (20h15) | Rapport                  |         |                | Arbitrage : David Coote              | Arbitrage : David Coote |

## Buteurs
Il y a eu 114 buts marqués en 30 matches, pour une moyenne de 3.8 buts par match (au 11 juin 2022).

### 12 buts
- Gonçalo Ramos

### 7 buts
- Fábio Vieira

### 6 buts
- Fábio Silva
- Kristian Hlynsson

### 4 buts
- Kristall Máni Ingason
- Brynjólfur Willumsson

### 3 buts
- Henrique Araújo
- Vladislav Morozov
- Andrónikos Kakoullís
- Ioannis Kosti

### 2 buts
- Paulo Bernardo
- Fábio Carvalho
- Vítor Oliveira
- Giannis Sardelis
- Christos Tzolis
- Atli Barkarson
- Hákon Arnar Haraldsson
- Ísak Snær Þórvaldsson
- Dmitriy Latykhov
- Vladislav Lozhkin
- Oleg Nikiforenko
- Aleksandr Shestyuk
- Giannis Gerolemou

### 1 but
- André Almeida
- Francisco Conceição
- José Ferreira
- Gonçalo Inácio
- João Mário
- Nuno Tavares
- Tiago Tomás
- Giannis Christopoulos
- Apóstolos Diamantís
- Giannis Fivos Botos
- Fotis Ioannidis
- Michális Kosídis
- Georgios Koutsias
- Theodosis Macheras
- Giannis Michailidis
- Nikos Michelis
- Vasilis Sourlis
- Vasílios Zagarítis
- Viktor Örlygur Andrason
- Ágúst Hlynsson
- Sævar Atli Magnússon
- Kolbeinn Þórðarson
- Roman Davyskiba
- Yaroslav Oreshkevich
- Ilya Vasilevich
- Roman Vegerya
- Kirill Zinovich
- Michalis Charalambous
- Andreas Katsantonis
- Hector Kyprianou
- Giorgos Naoum
- Thomas Nikolaou
- Daniil Paroutis
- Iasonas Pikis
- Ruel Sotiriou